# Schweizerischer Fussballverband
Der Schweizerische Fussballverband (SFV) (französisch Association Suisse de Football (ASF), italienisch Associazione Svizzera di Football (ASF), rätoromanisch Associaziun svizra da ballape (ASB)ⓘ) ist die Dachorganisation der Schweizer Fussballvereine. Er wurde 1895 in Olten gegründet. Der SFV ist eine der bedeutendsten Sportorganisationen des Landes und zählt 1'440 Vereine, 14'500 Männer- und Frauenteams sowie über 280'000 Aktivspieler und -spielerinnen. Sitz des Verbandes ist das Haus des Schweizer Fussballs in Muri bei Bern. Zentralpräsident ist seit 1. Juli 2019 Dominique Blanc, seine Vorgänger Peter Gilliéron, Ralph Zloczower und Marcel Mathier († 2021) wurden Ehrenpräsidenten. Zu seinem Nachfolger wurde per 1. August 2025 Peter Knäbel gewählt.
Der SFV nimmt seine Aufgaben zusammen mit den drei Abteilungen Swiss Football League (SFL), Erste Liga (EL) und Amateur Liga (AL) wahr. Die drei Abteilungen des SFV besitzen eigene Rechtspersönlichkeit und eigene, von ihnen selbst eingesetzte Organe. Die Klubs gehören jener Abteilung an, in und mit der sie gemäss Wettspielreglement mit ihrer 1. Mannschaft die Meisterschaft bestreiten. Die Klubs der SFL gehören dem Nicht-Amateurfussball an. Die Klubs der EL und AL sind Teil des Amateurfussballs. Auf der Stufe des Amateurfussballs gliedert sich der SFV in 13 Regionalverbände.

## Geschichte

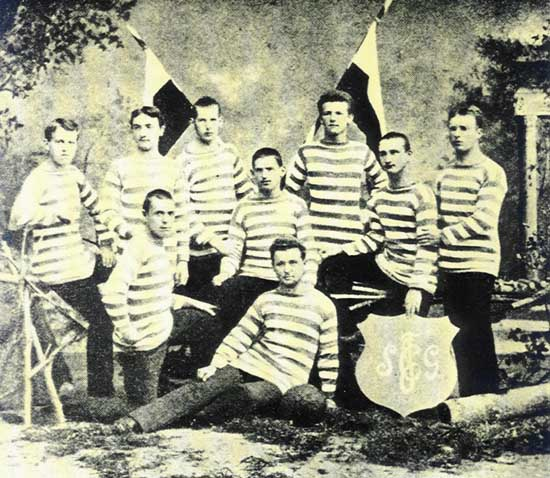
FC St. Gallen im Jahre 1881

In englischen Privatschulen zwischen Lausanne und Genf entstanden in den 1860er- und in den 1870er-Jahren Teams, die aus anglosächsischen Schülern und Lehrern bestanden. Sie spielten eine Mischung aus Rugby und Fussball. Dokumentiert aus Genf ist, dass in den Instituten Château de Lancy (1855 bzw. 1869) und La Châtelaine (1869) Fussball gespielt wurde. Ein anderer von englischen Studenten gegründeter Verein war der – nach einigen Quellen 1860, nach anderen 1880 gegründete – Lausanne Football and Cricket Club. Diese drei Vereine nahmen an der ersten Schweizer Fussballmeisterschaft 1897/98 teil.
In der Deutschschweiz kam dieses Fussball-Rugby-Spiel später auf, auch dort war der englische Einfluss unübersehbar. Einheimische der Ostschweizer Stickereiindustrie lernten durch englische Studenten dieses Spiel kennen. So entstand 1879 der älteste noch bestehende Schweizer Klub, der FC St. Gallen. Ihm folgte 1886 der Grasshopper Club Zürich.
Der SFV selbst wurde 1895 als Schweizer Fussball-Association gegründet, deren Gründungsmitglieder waren Lausanne Football and Cricket Club, FC La Villa Ouchy, FC Neuchâtel Rovers, FC Yverdon, FC Excelsior Zürich, FC St. Gallen, Grasshopper Club Zürich, FC Basel, Anglo-American Club Zürich, FC Châtelaine Genève sowie Villa Longchamp FC Lausanne.
1898 waren bereits 54 Vereine der «Union», wie die SFA damals umgangssprachlich genannt wurde, angeschlossen, über 100 Mitglieder hatten zu jener Zeit FC Basel, FC Old Boys Basel, Vereinigte FC St. Gallen, FC Rosenberg St. Gallen, FC Lausanne (Club Anglais), FC Zürich sowie Grasshopper Club Zürich. Nicht nur britische Studentenklubs, auch Schulklubs wie der FC der Kantonsschule Frauenfeld oder der FC der Kantonsschule Trogen waren angeschlossen.
Der SFV gehörte zu den sieben Landesverbänden, welche 1904 den Weltfussballverband FIFA ins Leben riefen.

## Die Nationalmannschaften

### Die Männer-Nationalmannschaft
Die Nationalmannschaft des SFV bestritt am 12. Februar 1905 gegen Frankreich ihr erstes offizielles Länderspiel und unterlag mit 0:1. Der erste grosse Erfolg der «Nati» war der Einzug in den Final des olympischen Turniers in Paris 1924, wo sie 0:3 gegen Uruguay verlor. Ein weiterer Meilenstein war der Viertelfinaleinzug an der WM 1954 in der Schweiz. Die letzten WM-Teilnahmen der Schweiz waren 1962, 1966, 1994, 2006, 2010, 2014 sowie 2018. 1994, 2006, 2014, 2018 und 2022 erreichte die Schweiz jeweils den Achtelfinal.
Bei den Europameisterschaften war die Mannschaft sechsmal vertreten: 1996, 2004, 2008, 2016, 2021 und 2024. Als Gastgeberin der EM 2008 war sie zusammen mit Österreich direkt qualifiziert und schied wie bei den vorherigen Teilnahmen nach der Vorrunde aus. Bei der EM 2016 in Frankreich erreichte das Schweizer Nationalteam zum ersten Mal den Achtelfinal. 2021 konnte man die Premiere um den Viertelfinaleinzug
feiern, was 2024 wiederholt werden konnte.
Vom 1. Juli 2008 bis Ende Juni 2014 war Ottmar Hitzfeld der Trainer der Schweizer A-Nationalmannschaft, nachdem sich Vorgänger Jakob Kuhn nach sieben erfolgreichen Jahren in den Ruhestand zurückgezogen hatte. Ab dem 1. Juli 2014 war Vladimir Petković Trainer, im August 2021 übernahm Murat Yakin das Amt.

#### Teilnahmen an Weltmeisterschaften
- 02. WM 1934 in Italien (Viertelfinal)
- 03. WM 1938 in Frankreich (Viertelfinal)
- 04. WM 1950 in Brasilien (Vorrunde)
- 05. WM 1954 in der Schweiz (Viertelfinal)
- 07. WM 1962 in Chile (Vorrunde)
- 08. WM 1966 in England (Vorrunde)
- 15. WM 1994 in den USA (Achtelfinal)
- 18. WM 2006 in Deutschland (Achtelfinal)
- 19. WM 2010 in Südafrika (Vorrunde)
- 20. WM 2014 in Brasilien (Achtelfinal)
- 21. WM 2018 in Russland (Achtelfinal)
- 22. WM 2022 in Katar (Achtelfinal)

#### Teilnahmen an Europameisterschaften
- 10. EM 1996 in England (Vorrunde)
- 12. EM 2004 in Portugal (Vorrunde)
- 13. EM 2008 in der Schweiz und Österreich (Vorrunde)
- 15. EM 2016 in Frankreich (Achtelfinal)
- 16. EM 2020 in Europa 2021 (Viertelfinal)
- 17. EM 2024 in Deutschland (Viertelfinal)

### Die Frauen-Nationalmannschaft
Die Frauen-Nationalmannschaft bestritt ihr erstes offizielles Länderspiel 1972 in Basel gegen Frankreich. Am 15. Juni 2014 feierte das Frauen-Nationalteam den grössten Erfolg in der Geschichte des Schweizer Frauenfussballs: die erstmalige Qualifikation für eine Fussball-Weltmeisterschaft. Das Team von Nationaltrainerin Martina Voss-Tecklenburg löste als erstes europäisches Team das Ticket für die Frauen-WM 2015 in Kanada. Dort kam die Schweiz bis in den Achtelfinal.
Ohne Verlustpunkte qualifizierte sich die Frauen-Nationalmannschaft 2016 als souveräner Gruppenerster erstmals für eine Europameisterschaft, die EM 2017, die in den Niederlanden ausgetragen wurde. Die Schweiz schied nach der Vorrunde aus.

### Junioren-Nationalmannschaften
2009 gelang es der U-17-Junioren-Nationalmannschaft als erster Schweizer Mannschaft, einen Weltmeistertitel zu erringen. Im Final am 15. November wurde Gastgeber und Titelverteidiger Nigeria mit 1:0 bezwungen. Bereits 2002 sorgte eine U-17-Auswahl mit dem Europameistertitel für Aufsehen.
In der Altersstufe der U-21-Männer war die Halbfinalqualifikation an der Europameisterschaft 2002 im eigenen Land eines der bisher besten Ergebnisse. Bei der Europameisterschaft 2011 in Dänemark gelang der U-21-Mannschaft der Finaleinzug. In diesem Spiel unterlagen die Schweizer mit 2:0, wurden Vize-Europameister und qualifizierten sich damit für die Olympischen Sommerspiele 2012 in London.
Im Jahr 2015 erreichte die U-17-Nationalmannschaft der Frauen bei der Europameisterschaft 2015 in Island zum ersten Mal in der Geschichte der Schweizer Frauen-Nationalmannschaften den Final.

## Die Ligen
Die höchste Spielklasse in der nationalen Liga ist die Brack Super League, in der zwölf Mannschaften um den Meistertitel kämpfen.

### Alle Männer-Ligen im Überblick
Die höheren Ligen werden durch die drei eigenständigen Abteilungen des Schweizerischen Fussballverbandes organisiert, das sind die Swiss Football League (SFL), die Erste Liga (EL) und die Amateur Liga (AL). Für die tieferen Ligen sind die Regionalverbände zuständig.

#### Swiss Football League
Am 15./16. Juli 1933 wurde in Vevey die Abteilung National-Liga (NL) des SFV
als eine von drei eigenständigen Abteilungen des Schweizerischen Fussballverbandes (SFV) gegründet. Nach 70 Austragungen der Meisterschaft in der National-Liga A und ab 1944 in der National-Liga B beschlossen die Klubvertreter im Juni 2003 die Umwandlung in die Swiss Football League (SFL). Wie die frühere NL ist auch die SFL eine Abteilung des SFV und laut eigenen Statuten – wie der Dachverband – als Verein im Sinne von Art. 60ff. ZGB organisiert.
Die SFL ist verantwortlich für die Organisation und Durchführung der Profifussball-Meisterschaften in den beiden höchsten Schweizer Spielklassen, der Super League und der Challenge League. Die SFL bezweckt die Förderung des Nicht-Amateurfussballs und des Junioren-Spitzenfussballs und bildet zusammen mit ihren 22 Mitgliedklubs das starke Rückgrat des Schweizer Klubfussballs. Sitz der SFL ist Bern.
- Super League: Seit der Saison 2023/24[12] kämpfen 12 Teams um den Titel des Schweizer Fussballmeisters und um Europacup-Plätze. Die letztplatzierte Mannschaft steigt in die Challenge League ab, der Zweitletzte muss gegen den Zweiten der Challenge League in der Barrage um den Ligaerhalt kämpfen.
- Challenge League: 10 Teams.[13] Das Konzept der Liga bezweckt, dass einige wenige Spitzenteams um Plätze in der Super League kämpfen, während die anderen sich der Ausbildung junger Spieler widmen. Der Tabellenerste steigt direkt in die Super League auf, der Tabellenzweite bestreitet die Barrage gegen den Zweitletzten der Super League. Der Tabellenletzte steigt in die Promotion League ab.

Zusammen mit 23 weiteren nationalen Profiliga-Verbänden ist die Swiss Football League Gründungsmitglied des im Februar 2016 in Zürich gegründeten internationalen World Leagues Association (früher World Leagues Forum), dessen Ziel es unter anderem ist, die Interessen der Profiligen zu bündeln und deren gemeinsame Ansichten vor der FIFA sowie weiteren Institutionen aus Sport und Politik zu vertreten. Zudem ist die SFL Mitglied der European Leagues, der Vereinigung der professionellen Fussball-Ligen in Europa. Der CEO der SFL, Claudius Schäfer, ist seit März 2025 auch Präsident der European Leagues.

#### Erste Liga
- Promotion League: Die Promotion League, bestehend aus 18 (bis zur Saison 2021/22 16[16]) Mannschaften, ist die dritte Spielklasse der Schweiz. Von dieser Liga an sind zweite Mannschaften (U-21 etc.) ebenfalls teilnahmeberechtigt (in der Promotion League bis zur Saison 2021/22 maximal deren vier, seither unbeschränkt viele). Der Erstplatzierte steigt am Ende der Saison in die Challenge League auf, die zwei Teams am Tabellenende steigen in die 1. Liga ab.
- 1. Liga: In der 1. Liga spielen die regionalen Spitzenteams. Es gibt drei Gruppen mit je 16 Mannschaften. Acht Teams bestreiten Aufstiegsspiele um zwei Plätze in der Promotion League, je zwei Teams pro Gruppe müssen den Gang in die 2. Liga interregional antreten.

#### Amateurliga
- 2. Liga interregional (gewöhnlich als 2. Liga inter bezeichnet): In dieser Liga spielen regionale Amateurteams aus verschiedenen Regionen. Gespielt wird ab Saison 2023/24 in 4 Gruppen zu je 16 Teams (bis Saison 2021/22 6 Gruppen zu 14 Teams, Saison 2022/23 5 Gruppen, 4 zu 15 und eine zu 16 Teams).[16][17]

#### Regionalligen
- Die 2. Liga ist die höchste Liga, welche von den regionalen Verbänden ausgetragen wird. In den grössten Verbänden existieren zwei Gruppen.
- 3. Liga: In der zweithöchsten Regionalliga gibt es pro Verband eine verschiedene Anzahl von Gruppen.
- 4. Liga: Die zweitunterste Liga.
- Die 5. Liga ist in der ganzen Schweiz die unterste Spielklasse.

### Tabellarische Übersicht
Stand: 2023/24
| Stärkeklasse | Bezeichnung           | Hauptsponsor | Zugehörigkeit         |
| ------------ | --------------------- | ------------ | --------------------- |
| 1.           | Super League          | Brack        | Swiss Football League |
| 2.           | Challenge League      | dieci        | Swiss Football League |
| 3.           | Promotion League      | Hoval        | Erste Liga            |
| 4.           | 1. Liga               | Hoval        | Erste Liga            |
| 5.           | 2. Liga interregional |              | Amateurliga           |
| 6.           | 2. Liga               |              | Regionalverbände      |
| 7.           | 3. Liga               |              | Regionalverbände      |
| 8.           | 4. Liga               |              | Regionalverbände      |
| 9.           | 5. Liga               |              | Regionalverbände      |

### Alle Frauen-Ligen im Überblick

#### Spitzenfussball
- Women's Super League (gegenwärtiger Sponsorenname: AXA Women’s Super League, AWSL): Die höchste Spielklasse im Frauenfussball in der Schweiz. In der Regular Season bestreiten 10 Teams eine Doppelrunde an je 18 Spielen. Die Top 8 erreichen die Playoffs und spielen in einer K.o.-Phase um den Schweizer Meistertitel. Alle K.o.-Spiele werden im Hin- und Rückspiel-Format ausgetragen. Die beiden Letztplatzierten der Regular Season kämpfen um den Verbleib im Oberhaus. In einer Auf- und Abstiegsrunde zusammen mit den Top 2 der Nationalliga B wird ermittelt, wer sich die letzten beiden Tickets für die folgende Saison der AWSL sichert. Jeder spielt dabei zweimal gegen jeden. Der Schweizer Meister ist zur Teilnahme an der UEFA Women’s Champions League berechtigt. Erhält die Schweiz einen zweiten UWCL-Startplatz, qualifiziert sich der Sieger der Regular Season. Ist dieses Kriterium nicht anwendbar, erbt das unterlegene Team im Super-League-Final den zweiten UWCL-Platz.
- Nationalliga B: Die zweithöchste Spielklasse im Frauenfussball in der Schweiz. 10 Teams spielen insgesamt drei Mal gegeneinander. In einer Auf- und Abstiegsrunde zusammen mit den zwei letztklassierten Klubs der Regular Season der AWSL ermitteln die Top 2 der Nationalliga B, wer sich die letzten beiden Tickets für die folgende Saison der AWSL sichert. Jeder spielt dabei zweimal gegen jeden. Letzter und Vorletzter steigen in die 1. Liga ab.
- U-18: Die Spielklasse für den Nachwuchs der AWSL-Teams.

#### Amateur Liga
- 1. Liga: 2 Gruppen zu 12 Teams. Die Gruppensieger steigen in die Nationalliga B auf.

#### Regionalligen
- 2. Liga: Gruppen zu 12 Teams. Die höchste Liga, die von den Regionalverbänden ausgetragen wird.
- 3. Liga: Gruppen zu 10 Teams.
- 4. Liga: Verschiedene Gruppengrössen.
- 5. Liga: Unterste Spielklasse. Verschiedene Gruppengrössen.

## Cupwettbewerbe
Der Schweizer Cup der Männer wird seit 1925 organisiert. Alle Super-League- und Challenge-League-Vereine sind für die Hauptrunde, an der 64 Mannschaften teilnehmen, qualifiziert. Die 1. Liga, die Amateurliga sowie die Regionalverbände ermitteln in Vorqualifikationen ihre Teilnehmer. Zur Qualifikation startberechtigt sind alle Mannschaften bis hinunter in die 5. Liga.
Mit 19 Cupsiegen in 32 Finalteilnahmen sind die Grasshoppers Zürich die erfolgreichste Cupmannschaft. Dahinter folgt der FC Sion mit 13 Cupsiegen in 14 Finalteilnahmen.
Der Schweizer Cup der Frauen wird seit 1975 ausgetragen, Rekordhalter mit 15 Erfolgen ist der FFC Bern.

## Gliederung
Der SFV gliedert sich in 13 Regionalverbände. Die Mannschaften des Fürstentums Liechtenstein spielen im Ostschweizer Fussballverband. Der einzige deutsche Klub im Schweizerischen Fussballverband, der FC Büsingen, spielt im Fussballverband Region Zürich.
| - Aargauischer Fussballverband (AFV) - Fussballverband Bern/Jura (FVBJ) - Innerschweizerischer Fussballverband (IFV) - Fussballverband Nordwestschweiz (FVNWS) - Ostschweizer Fussballverband (OFV) - Solothurner Fussballverband (SOFV) - Fussballverband Region Zürich (FVRZ) - Federazione Ticinese di Calcio (FTC) - Association Fribourgeoise de Football (AFF) - Association Cantonale Genevoise de Football (ACGF) - Association Neuchâteloise de Football (ANF) - Association Valaisanne de Football (AVF) - Association Cantonale Vaudoise de Football (ACVF) |

## Zentralpräsidenten des Schweizer Fussballverbandes
| 1898: Emil J. Westermann, Zürich 1898–1898: Max Auckenthaler, Bern 1898–1899: Paul Kehrli, Lausanne 1899–1900: Henri Doll, Zürich 1900–1901: Hans Burckhardt, Basel 1901–1902: Hans Girsberger, Bern 1902–1903: Robert C. Westermann, Zürich 1903–1905: Fritz Curti, St. Gallen 1905–1906: Hans Enderli, Zürich 1906–1907: Albert Heiniger, Bern 1907–1909: Paul Buser, Basel 1909–1910: Louis Berthod, La Chaux-de-Fonds 1910–1911: Henry Ducommun, Lausanne 1911–1912: Henri Tschudi, St. Gallen 1912–1913: Fritz Curti, St. Gallen 1913–1916: Adrien Bech, Bern 1916–1917: Franz Rinderer, Basel | 1917–1920: Fritz Hauser, Basel 1920–1923: Marcel Henninger, Genf 1923–1925: Meinrad Ott, Zürich 1925–1929: Jakob Schlegel, Zürich 1929–1941: Otto Eicher, Bern 1941–1944: Robert Zumbühl, Zürich 1944–1947: Jean Krebs, Neuchâtel 1947–1954: Ernst Thommen, Basel 1954–1964: Gustav Wiederkehr, Zürich 1964–1975: Victor de Werra, Vétroz 1975–1983: Walter Baumann, Reinach BL 1983–1989: Heinrich Röthlisberger, Basel 1989–1993: Freddy Rumo, La Chaux-de-Fonds 1993–2001: Marcel Mathier, Sion 2001–2009: Ralph M. Zloczower, Bern 2009–2019: Peter Gilliéron, Bern 2019–2025: Dominique Blanc, Lausanne seit 2025: Peter Knäbel, Solothurn |